# 5 ottobre
Il 5 ottobre è il 278º giorno del calendario gregoriano (il 279º negli anni bisestili). Mancano 87 giorni alla fine dell'anno.

## Eventi
- 869 – Si tiene il Concilio di Costantinopoli IV
- 1116 – Consacrazione della Basilica di Saccargia in Sardegna
- 1143 – Alfonso Henriques viene riconosciuto dal re di León e Castiglia Alfonso VII come primo re del Portogallo dopo la nomina per acclamazione dalle sue truppe a seguito della vittoria nella battaglia di Ourique
- 1273 – Carlo I d'Angiò sancisce col Diploma di Alife la suddivisione dell'Abruzzo: a nord il giustizierato d'Abruzzo Ulteriore (Ultra flumine Piscaria) e a sud il giustizierato d'Abruzzo Citeriore (Citra flumine Piscaria)
- 1450 – Ludovico IX di Baviera fa espellere tutti gli ebrei che rifiutano il battesimo cristiano dal suo territorio
- 1465 – Luigi XI di Francia firma il trattato di pace con la Lega del bene pubblico
- 1550 – In Cile viene fondata la città di Concepción
- 1582 – Questo giorno non esiste nel calendario gregoriano: per riallineare il calendario alle stagioni, i giorni dal 5 al 14 ottobre 1582 vengono saltati
- 1665 – Viene fondata l'Università di Kiel in Germania dal duca Cristiano Alberto di Holstein-Gottorp
- 1690 – Nasce l'Accademia dell'Arcadia a Roma
- 1722 – Matrimonio fra Carlo di Wittelsbach e Maria Amalia d'Asburgo
- 1750 – A Milano si rappresenta la prima de Il teatro comico di Carlo Goldoni
- 1789 – Settemila donne, partite a piedi all'alba da Parigi, giungono nel pomeriggio alla Reggia di Versailles: è la cosiddetta marcia su Versailles, in cui le donne reclamano provviste, impongono al re di accettare la Dichiarazione dei diritti dell'uomo e del cittadino, e costringono Luigi XVI a tornare a Parigi
- 1795 – L'insurrezione realista del 13 vendemmiaio, a Parigi, viene repressa dalla truppa comandata dal giovane Napoleone Bonaparte nominato nello stesso giorno, all'improvviso, comandante della piazza di Parigi, con l'incarico di salvare la Convenzione nazionale dalla minaccia dei monarchici
- 1864 – Calcutta viene quasi completamente distrutta da un ciclone che provoca 60000 morti
- 1892 – Quasi tutta la Banda Dalton, una delle più famosi bande criminali del Far West, viene sterminata durante l'attacco alla First National Bank di Coffeyville, Kansas
- 1908 – La Bulgaria dichiara l'indipendenza dall'Impero ottomano e Ferdinando I di Bulgaria diventa zar
- 1930 – Il dirigibile britannico R101c si schianta in Francia mentre effettua il suo volo inaugurale verso l'India
- 1936 – La Marcia di Jarrow si avvia verso Londra
- 1944 – In Francia per la prima volta è concesso il voto alle donne
- 1947 – Il presidente statunitense Harry S. Truman tiene il primo discorso televisivo dalla Casa Bianca
- 1948 – Ad Ashgabat, Turkmenistan, un terribile terremoto causa circa 110000 morti
- 1949 – Esce nelle sale cinematografiche statunitensi il film Le avventure di Ichabod e Mr. Toad, 11º Classico Disney
- 1953 – Earl Warren giura come 14° giudice capo della Corte suprema degli Stati Uniti d'America
- 1954 – I governi di Italia, Jugoslavia, Regno Unito e Stati Uniti d'America firmano il Memorandum di Londra; Trieste verrà restituita all'Italia il successivo 26 ottobre
- 1962
  - Esce nel Regno Unito il primo singolo a 45 giri dei Beatles, Love Me Do
  - Esce nel Regno Unito il primo film della serie dell'Agente 007 James Bond, Dr. No (in italiano Agente 007 - Licenza di uccidere)
- 1966 – Nei pressi di Detroit un sistema di raffreddamento malfunzionante causa una parziale fusione del nucleo alla Centrale elettronucleare Enrico Fermi; la radiazione venne tuttavia contenuta
- 1969 – Sul canale televisivo giapponese Fuji TV iniziano le trasmissioni delle tre serie Il mago pancione Etcì, Mumin e Sazae-san: la prima ha per protagonista quella che diventerà una delle più celebri mascotte della casa di produzione Tatsunoko, la seconda sarà disconosciuta dall'autrice Tove Jansson[1], la terza diventerà uno degli anime più longevi di tutti i tempi
- 1970
  - A Genova quattro militanti dell'organizzazione armata di estrema sinistra Gruppo XXII Ottobre rapiscono Sergio Gadolla, figlio di un noto industriale; sarà rilasciato dopo il pagamento di un riscatto il successivo 10 ottobre
  - Il commissario britannico al commercio James Cross viene rapito da membri del gruppo terroristico Fronte di Liberazione del Québec (FLQ) a Montréal
  - Stati Uniti d'America: iniziano le trasmissioni dell'azienda di radiodiffusione pubblica PBS
- 1973 – Firma della Convenzione europea sui brevetti
- 1984 – Marc Garneau diventa il primo canadese nello spazio, a bordo dello Space Shuttle Challenger
- 1991 – Linus Torvalds pubblica la prima versione del kernel Linux
- 1993 – Papa Giovanni Paolo II pubblica l'enciclica Veritatis Splendor
- 1994 – Omicidio di massa in Svizzera di 48 membri dell'Ordine del Tempio Solare
- 1999 – 31 persone muoiono nel disastro ferroviario di Ladbroke Grove in Inghilterra
- 2000 – Dimostrazioni di massa a Belgrado portano alle dimissioni di Slobodan Milošević
- 2003
  - Akhmad Kadyrov viene eletto presidente della Cecenia
  - In Somalia, a Borama (Somaliland), viene uccisa Annalena Tonelli, missionaria italiana forlivese, presso l'ospedale da lei fondato
- 2014 – Durante il GP del Giappone, il pilota Jules Bianchi è vittima di un grave incidente contro un mezzo di servizio: entrato subito in coma, morirà nove mesi dopo

## Nati
Ci sono circa 1 200 voci su persone nate il 5 ottobre; vedi la pagina Nati il 5 ottobre per un elenco descrittivo o la categoria Nati il 5 ottobre per un indice alfabetico.

## Morti
Ci sono circa 520 voci su persone morte il 5 ottobre; vedi la pagina Morti il 5 ottobre per un elenco descrittivo o la categoria Morti il 5 ottobre per un indice alfabetico.

## Feste e ricorrenze

### Civili
Internazionali:
- Giornata mondiale degli insegnanti

Nazionali:
- Portogallo – Festa della repubblica

### Religiose
Cristianesimo:
- Santa Maria Faustina Kowalska, vergine
- Sant'Anna Schäffer, vergine
- Sant'Apollinare di Valence, vescovo
- SAnt'Attilano di Zamora, vescovo
- Santa Caritina, martire
- Sant'Eliano di Cagliari, vescovo e martire
- Santi Firmato e Flavina di Auxerre, martiri
- Santa Flora di Beaulieu, vergine
- San Froilano di Leon, vescovo
- San Gallo di Aosta, vescovo
- San Girolamo di Nevers, vescovo
- Santa Mamlacha, vergine e martire
- Santi martiri di Treviri
- San Meinulfo di Paderborn, diacono
- San Placido, discepolo di San Benedetto
- San Tranquilino Ubiarco Robles, martire messicano
- Santa Tullia di Manosque
- Beato Alberto Marvelli, laico
- Beato Bartolo Longo, sposo e terziario domenicano
- Beato Giovanni Battista del Santissimo Sacramento, mercedario scalzo
- Beati Guglielmo Hartley, Giovanni Hewett e Roberto Sutton, martiri
- Beato Marian Skrzypczak, sacerdote e martire
- Beato Matteo Carreri, sacerdote domenicano
- Beato Pietro da Imola, cavaliere di Malta
- Beato Raffaele Alcocer Martinez, sacerdote benedettino, martire
- Beato Raimondo da Capua, sacerdote domenicano
- Beato Sante da Cori, sacerdote, eremita agostiniano

Religione romana antica e moderna:
- Dies religiosus[senza fonte]
- Apertura del Mundus Cereris (Mundus patet)
- Ludi alamannici, primo giorno